# Athenaeum Illustre Amsterdam

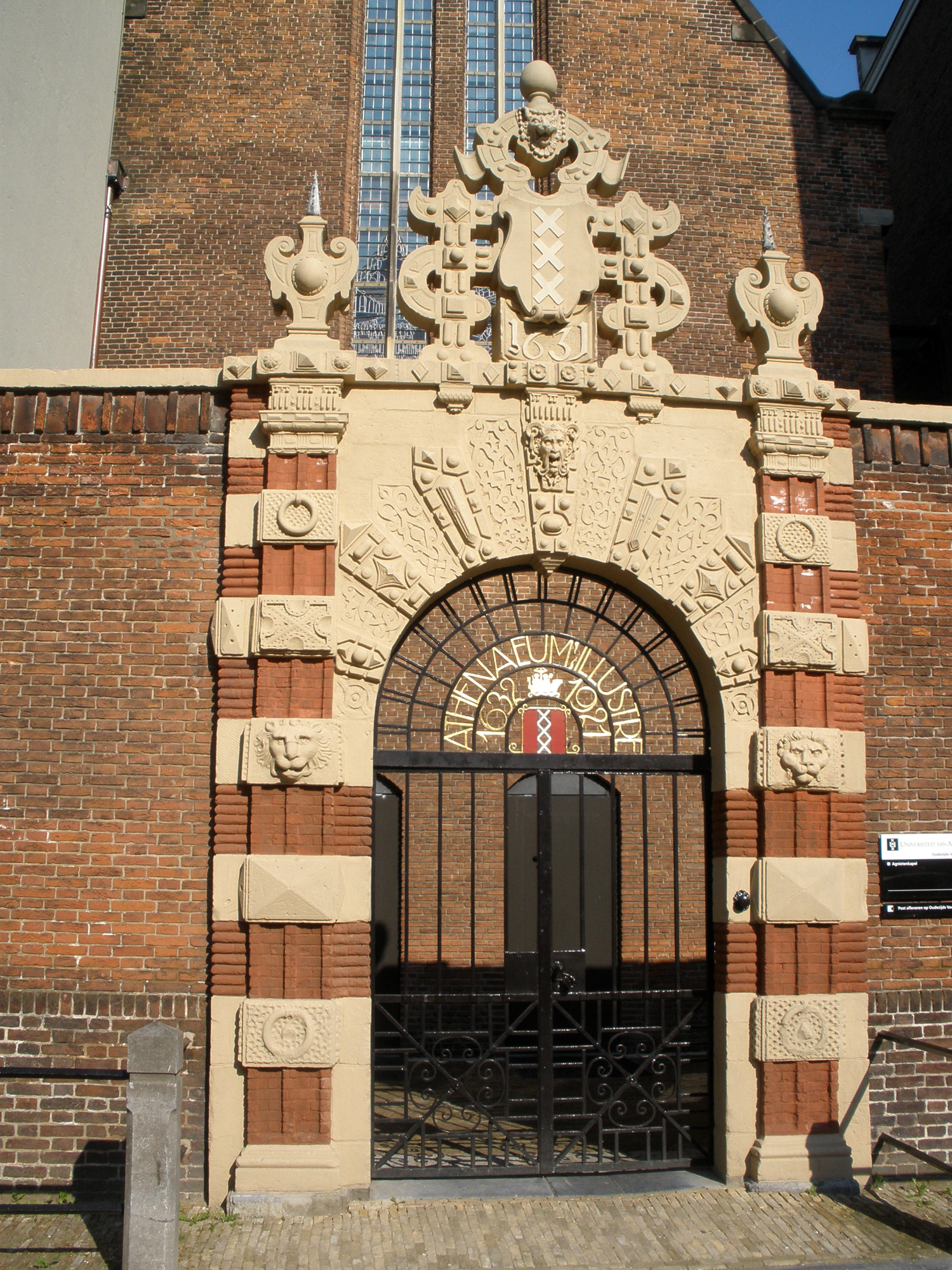
Das Tor zum einstigen Gymnasium Illustre Amsterdam

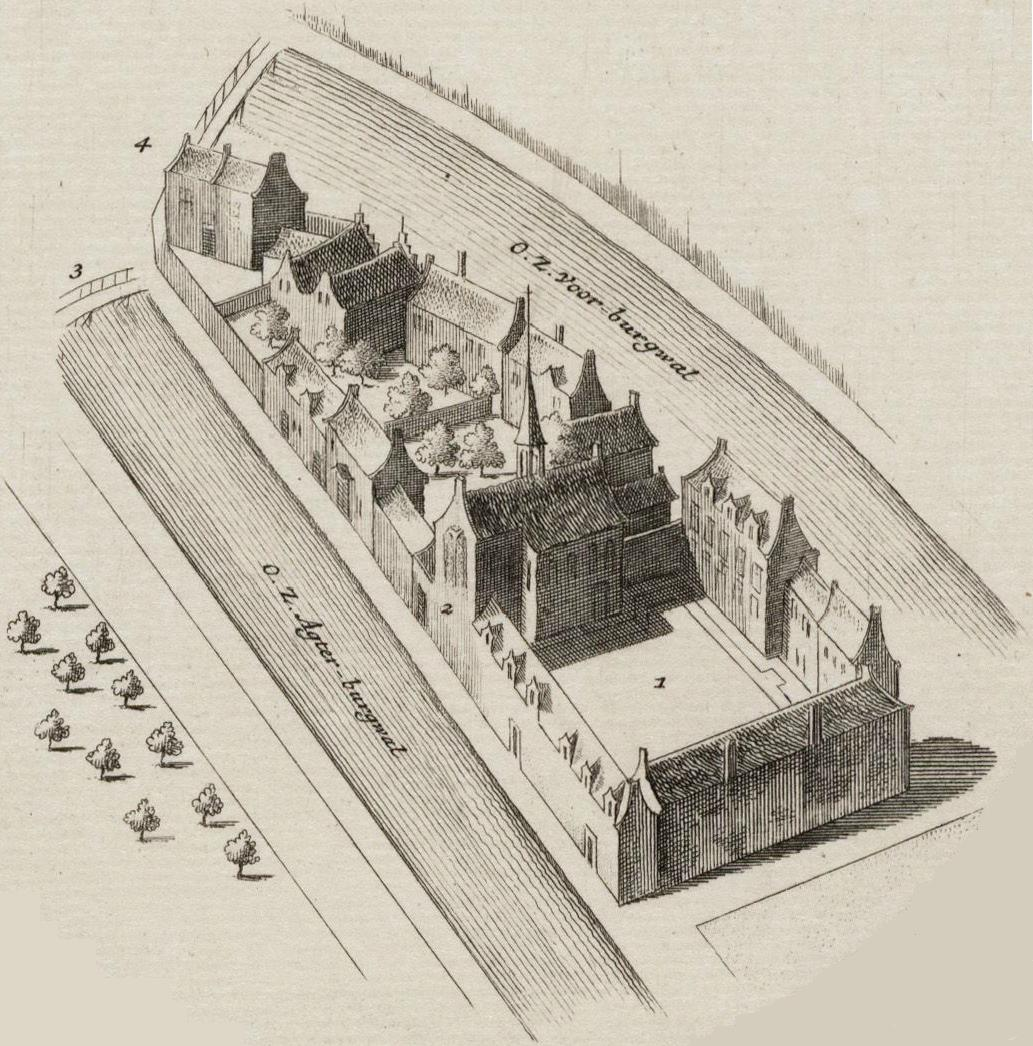
Agnetenkapelle und Kloster (1544)

Das Athenaeum Illustre Amsterdam war eine voruniversitäre Bildungseinrichtung in Amsterdam, die von 1632 bis 1877 bestand und als Vorläufer der Amsterdamer Universität angesehen wird.

## Gründungsgeschichte
Amsterdam hatte sich im Goldenen Zeitalter der Niederlande als Handelsstandort etabliert und erlebte nach dem Aufstand von 1578 gegen den spanischen König Philipp II. eine Periode des Aufschwungs. Nach dem Fall von Antwerpen wuchs in Amsterdam der weltweit größte Hafen mit einer eigenen Flotte heran, welche auf den Ozeanen der Welt eine bedeutende Rolle spielte. Dies bewirkte wiederum in der Stadt selbst eine Periode beispielloser Prosperität. So fallen in jene Zeit die Gründung der Amsterdamer Börse und die Gründung der Amsterdamer Wechselbank, womit sich Amsterdam auch als bedeutender Standort der Finanzen entwickelte.
Dies zog auch ein immenses Bevölkerungswachstum nach sich, das wohlhabende Einwanderer aus vielen Teilen Europas anzog. So entstanden damals in der demographisch expandierenden Metropole, im Kontext mit der physischen Urbanisierung, die für die Stadt Amsterdam charakteristischen Kanäle. Gerade im Bereich des Handels, der Wissenschaft und Kunst reflektierte sich dieser Aufschwung. Das gewachsene Bedürfnis nach höherer Bildung ließ die Amsterdamer Stadtväter 1629 entscheiden, das Athenaeum Illustre zu gründen.
Als Örtlichkeit wählte man ein 1397 von Klarissennonnen gegründetes Kloster, welches geistliche Zentrum nach der Heiligen Agnes von Rom als Agnetenkapelle (Agnietenkapel) benannt worden war. Nach einem Brand 1452 wurde das Kloster am Kanal Oudezijds Voorburgwal 1470 wieder neu aufgebaut. Im 16. Jahrhundert verlor das Kloster an religiöser Bedeutung und es gelangte nach einem Umbau 1578 in die Hände der Stadt. Mit der Gründungsentscheidung vom 11. Dezember 1630 das Athenaeum Illustre aufzubauen, begann man abermals mit der Sanierung des Gebäudes, welche Arbeiten 1631 abgeschlossen waren. Vom eigentlichen Kloster blieb während jener Renovierungsphasen nur die Agnetenkapelle erhalten.

## Gründung und Bedeutung
Mit der Gründung des Amsterdamer Athenaeum Illustre am 8. Januar 1632 beabsichtigten die Stadtväter künftigen Studenten einer Hochschule die Möglichkeit zu eröffnen, möglichst gut vorbereitet an eine Universität zu gehen. Denn bis zu jenem Zeitpunkt hatte in Amsterdam nur eine Lateinschule existiert, die bis zur siebenten Klasse ausgebildet hatte. Für die Stadtväter waren die 13-jährigen Abgänger zu jung für das strenge Universitätsleben. Und so eröffneten sie den jungen Menschen die Möglichkeit, nach ihrer Ausbildung schnell und einfach ihr Studium abschließen zu können, oder sich durch den Erwerb von akademischen Graden eine verheißungsvolle Zukunft aufzubauen.
Man konnte den Leidener Professor Gerhard Johannes Vossius als Professor für Geschichte gewinnen, der in seiner Eröffnungsrede De historiae utilitate über den Nutzen der Geschichte redete. Einen Tag später, am 9. Januar, sprach Caspar van Baerle als Professor der Philosophie in seiner Antrittsrede Mercator sapiens sive oratio de conjugendis mercatuae et philosophiae studia (frei übersetzt: Der gebildete Kaufmann. Über die Verbindung von Handel und Philosophie) über das Wechselverhältnis vom Studium der philosophischen Wissenschaften zum Handel. Zu diesen beiden Gelehrten gesellte sich 1634 Martin Hortensius (1605–1639) als Professor der Mathematik.
Aber auch andere Wissenschaften wurden hier entwickelt. So hatte 1640 Joannes Cabeljauw (1600–1652) die Professur der Rechtswissenschaften begonnen und 1660 konnte man mit Gerardus Blasius (1625–1682) einen Vertreter der medizinischen Wissenschaften gewinnen, der am St. Peter Hospital (heute: Binnengasthuis) seine Vorlesungen begann. Besonders letzterer Wissenschaftszweig erlebte mit den Anatomen Nicolaes Tulp und Frederik Ruysch einigen Aufschwung. Ikonographisch geben die Bilder von deren anatomischen Vorlesungen einen recht guten Eindruck von jener Zeit.

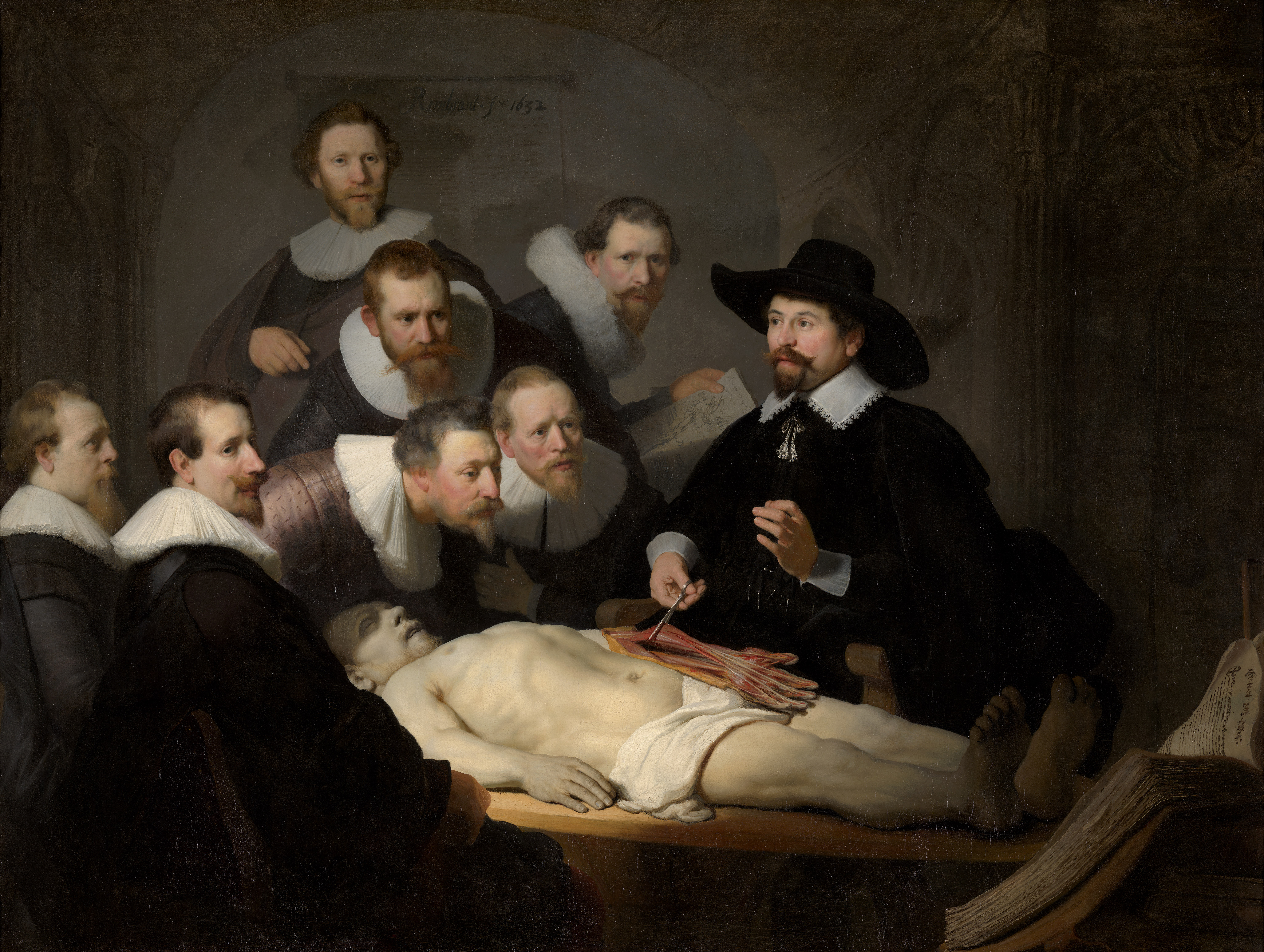
Anatomievorlesungen bei Nicolaes Tulp in der Waag
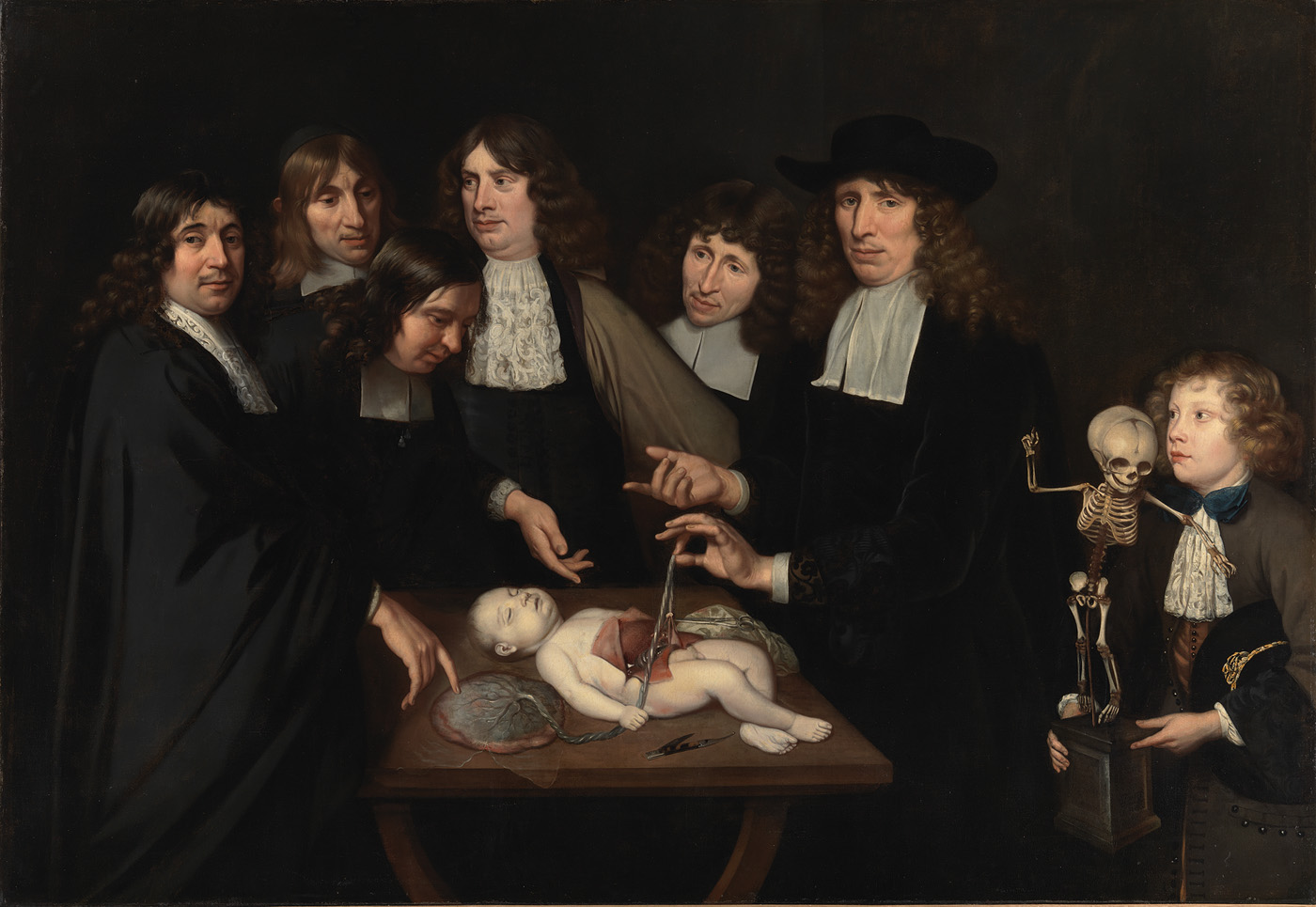
Anatomievorlesung bei Frederik Ruysch

Wurden noch in der Anfangsphase des Athenaeums die lateinischen Vorlesungen im Auditorium der Agneskapelle gehalten, stieg mit der wachsende Zahl von Lehrern auch der räumliche Bedarf der Bildungseinrichtung. So hielten die Professoren ihre Vorlesungen in eigens eingerichteten privaten oder zugeordneten Bildungseinrichtungen. Neben den genannten Bildungsrichtungen etablierten sich auch theologische Vorlesungen, Vorlesungen zur griechischen und zu den orientalischen Sprachen fanden Eingang in den Lehrplan, aber auch die philosophischen Hochschulgrundlehrfächer wie Rhetorik und Ethik hatten Bedeutung erlangt. Man hatte auch ein anatomisches Theater eingerichtet, in welchem die medizinischen Vorlesungen gehalten wurden und bereits 1632 eine immer mehr wachsende Bibliothek im Obergeschoss der Einrichtung.
Durch die räumliche Beschränkung blieb die Bildungseinrichtung bis ins 19. Jahrhundert eine verhältnismäßig kleine Institution mit nicht mehr als acht Lehrern und circa 250 Schülern. Dennoch ist dieser Bildungseinrichtung eine Vielzahl an bedeutenden Schülern hervorgegangen, da sich die Bildungseinrichtung als eine elitäre Bildungsstätte etablierte, die einem deutschen Gymnasium oder Lyzeum vergleichbar ist. An ihr durften im voruniversitären Bildungskanon nur eben keine Graduierungen durchgeführt werden. Nachdem das Athenaeum Illustre 1815 eine staatliche Anerkennung als Höhere Bildungseinrichtung erhalten hatte, wurde im 19. Jahrhundert die Agnetenkapelle baufällig. Die Sammlung der Bibliothek war inzwischen so groß geworden, dass 1860 der Amsterdamer Stadtrat beschloss, dem Athenaeum eine neue Herberge im einstigen Bogenschützenhaus (Handboogdoelen) zu geben, wo man am 1. Oktober 1862 den Betrieb aufnahm. 1877 erfuhr das Athenaeum Illustre seine letzte Veränderung, aus ihm wurde die städtische Universität von Amsterdam.

## Bedeutende Lehrer der Schule
- Johannes Burman
- Pieter Burman der Jüngere
- Johannes Theodoor Buys
- Peter Camper
- Caspar Commelin
- Hendrik Constantijn Cras
- Petrus Curtenius
- Petrus Francius
- Jan Willem Gunning
- Adriaan Heynsius
- Tiberius Hemsterhuis
- Wessel Albertus van Hengel
- Maarten van den Hove (Martinus Hortensius)
- Jan Gerrit Hulleman
- Joan Melchior Kemper
- David Jacob van Lennep
- Friedrich Anton Wilhelm Miquel
- Jacques Philippe d’Orville
- John Pell
- Albertus Rusius
- Frederik Ruysch
- Henry Albert Schultens
- Jean Henri van Swinden
- Herman Tollius
- Willem Hendrik de Vriese
- Gerardus Vrolik
- Diederik Adriaan Walraven (1732–1804)
- Daniel Wyttenbach (1746–1820)

## Bedeutende Schüler
- Tobias Asser
- David Bierens de Haan
- Peter Julius Coyet
- Johann Esgers
- Franciscus Fabricius
- Willem Godschalck van Focquenbroch
- Bernard ter Haar
- Joan Melchior Kemper
- Bernard Loder
- Jan van Leeuwen
- Gerard Moll
- Jean Henri Pareau
- Lodewijk Willem Ernst Rauwenhoff
- Kaspar Georg Karl Reinwardt
- Lucas Schacht
- Johannes Friedrich Ludwig Schröder
- Matthijs Siegenbeek
- Adam Simons
- Jacob Cornelis van Slee
- Jan Hendrik Stuffken
- Henricus Egbertus Vinke
- Simon Vissering
- Burchard de Volder